# Olho
O olho é o órgão da visão dos animais que permite detectar a luz e transformar essa percepção em impulsos eléctricos. Os olhos mais simples apenas detectam se as zonas ao seu redor estão iluminadas ou escuras. Os olhos compostos que se encontram nos artrópodes (alguns insectos e crustáceos) são formados por unidades de detecção chamadas omatídeos, que dão uma imagem pixelada dos objectos. Nos seres humanos e em outros vertebrados a retina é constituída por dois tipos de células foto-receptoras, os bastonetes, que permitem a percepção de claro e escuro, e os cones, responsáveis pela percepção das cores.

## Tipos de olho

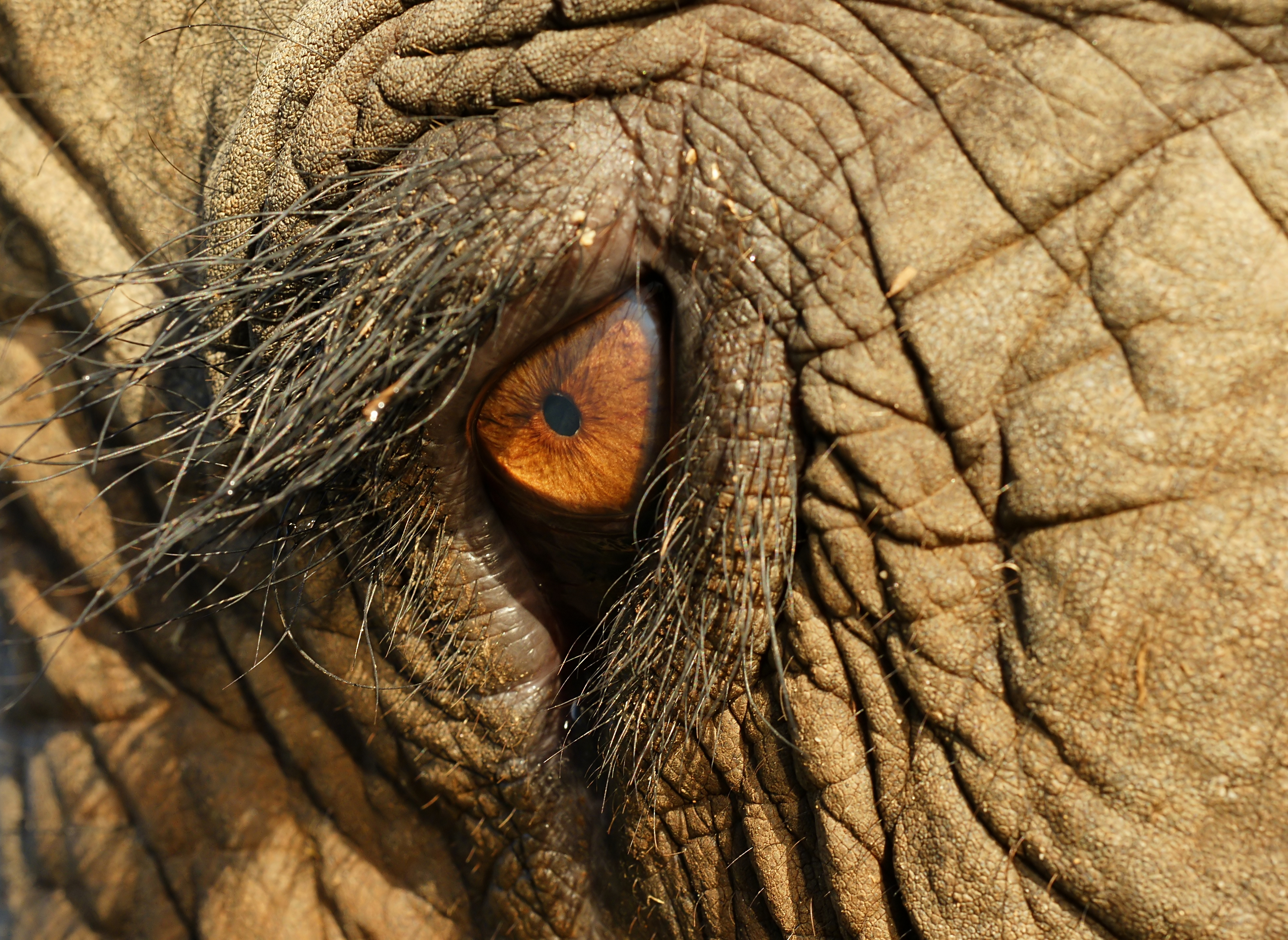
Olho de um elefante asiático.

Na maioria dos vertebrados e em alguns moluscos, a função do olho é permitir que a luz se projete em um painel sensível à luz, conhecido como retina, na parte traseira do globo ocular, onde a luz é detectada e convertida em sinais elétricos. Estes são transmitidos então ao cérebro através do nervo óptico. Tais olhos são tipicamente esféricos, preenchido com uma substância gelatinosa transparente chamada o humor vítreo, com uma lente, o cristalino e um diafragma, a íris, que regula a intensidade da luz que entra no olho. Nos humanos e outros mamíferos, a focalização é feita alterando a forma da lente através de um sistema de músculos. Os cefalópodes, peixes, anfíbios e serpentes conseguem a focalização encurtando distância entre a lente e a retina, como uma câmera focaliza.
Os olhos compostos são encontrados entre os artrópodes e são formados por muitas facetas simples que dão uma imagem pixelada. Cada sensor tem sua própria lente e pilhas fotossensíveis. Alguns olhos têm até 28 000 desses sensores, que são arranjados hexagonalmente, e que podem dar um campo de visão de 360 graus. 
Os olhos compostos são muito sensíveis ao movimento. Alguns artrópodes (aranhas p.ex), incluindo muitos Strepsiptera, têm o olho composto de algumas facetas cada um, com uma retina capaz de criar uma imagem, que forneça uma visão de imagem-múltipla. Como cada olho vê um ângulo diferente, uma imagem fundida de todos os olhos é produzida no cérebro, fornecendo um ângulo muito largo, uma imagem de alta resolução. Os estomatópodes possuem o sistema mais complexo de visão de cor do mundo animal. As trilobites, artrópodes extintos tinham olhos compostos, com as lentes formadas por cristais de calcite. Neste aspecto, diferem da maioria dos artrópodes, que têm os olhos macios. O número das lentes nos olhos das trilobites variou, de qualquer modo: algumas tinham somente uma enquanto outras tinham milhares de lentes em cada olho.
Alguns dos olhos mais simples podem ser encontrados em animais como os caracóis, que não podem realmente “ver” no sentido normal. Não têm pilhas fotossensíveis, nenhuma lente e nenhum outro meio de projetar uma imagem. Podem distinguir entre claro e escuro, mas não mais. Isto permite aos caracóis manter-se fora da luz solar direta. As aranhas saltadoras têm olhos simples grandes e outros menores, que as ajudam a caçar. Algumas larvas de insetos, como as lagartas, têm um tipo diferente de único olho (stemmata) que dá uma imagem incompleta.

### Olho humano

Diagrama esquemático do olho humano.

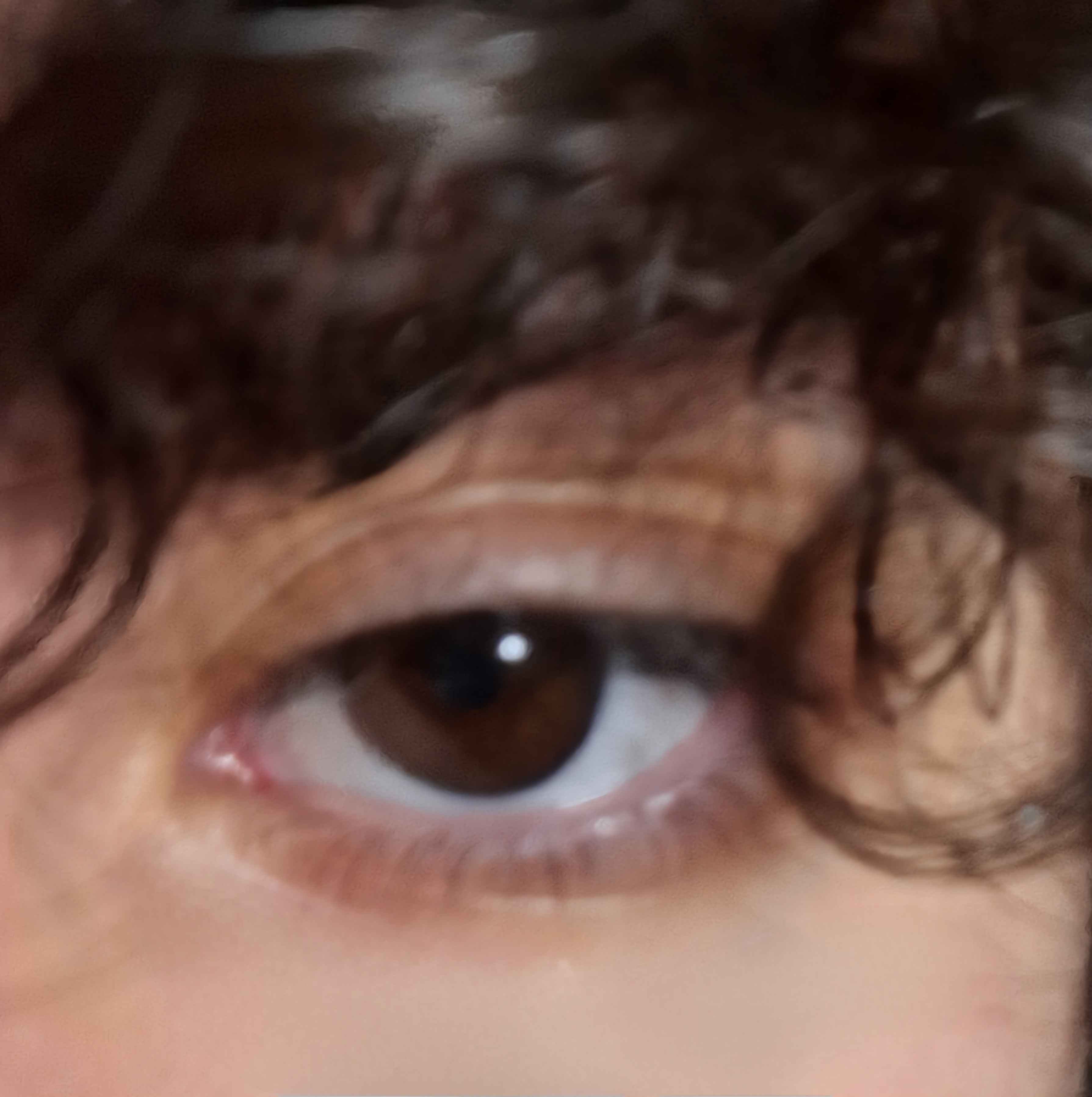
Visão próxima de um olho de ser humano

O olho humano tem diâmetro antero-posterior de aproximadamente 24,15 milímetros, diâmetros horizontal e vertical ao nível do equador de aproximadamente 23,48 milímetros, circunferência ao equador de 75 milímetros, pesa 7,5 gramas e tem volume de 6,5 cc. O homem pisca os olhos por cerca de 25 mil vezes por dia.
O globo ocular recebe este nome por ter a forma de um globo, que por sua vez fica acondicionado dentro de uma cavidade óssea e protegido pelas pálpebras. Possui em seu exterior seis músculos que são responsáveis pelos movimentos oculares, e também três camadas concêntricas aderidas entre si com a função de visão, nutrição e proteção. A camada externa é constituída pela córnea e a esclera e serve para proteção. A camada média ou vascular é formada pela íris, a coroide, o cório ou uvea, e o corpo ciliar a parte vascular. A camada interna é constituída pela retina que é a parte nervosa.

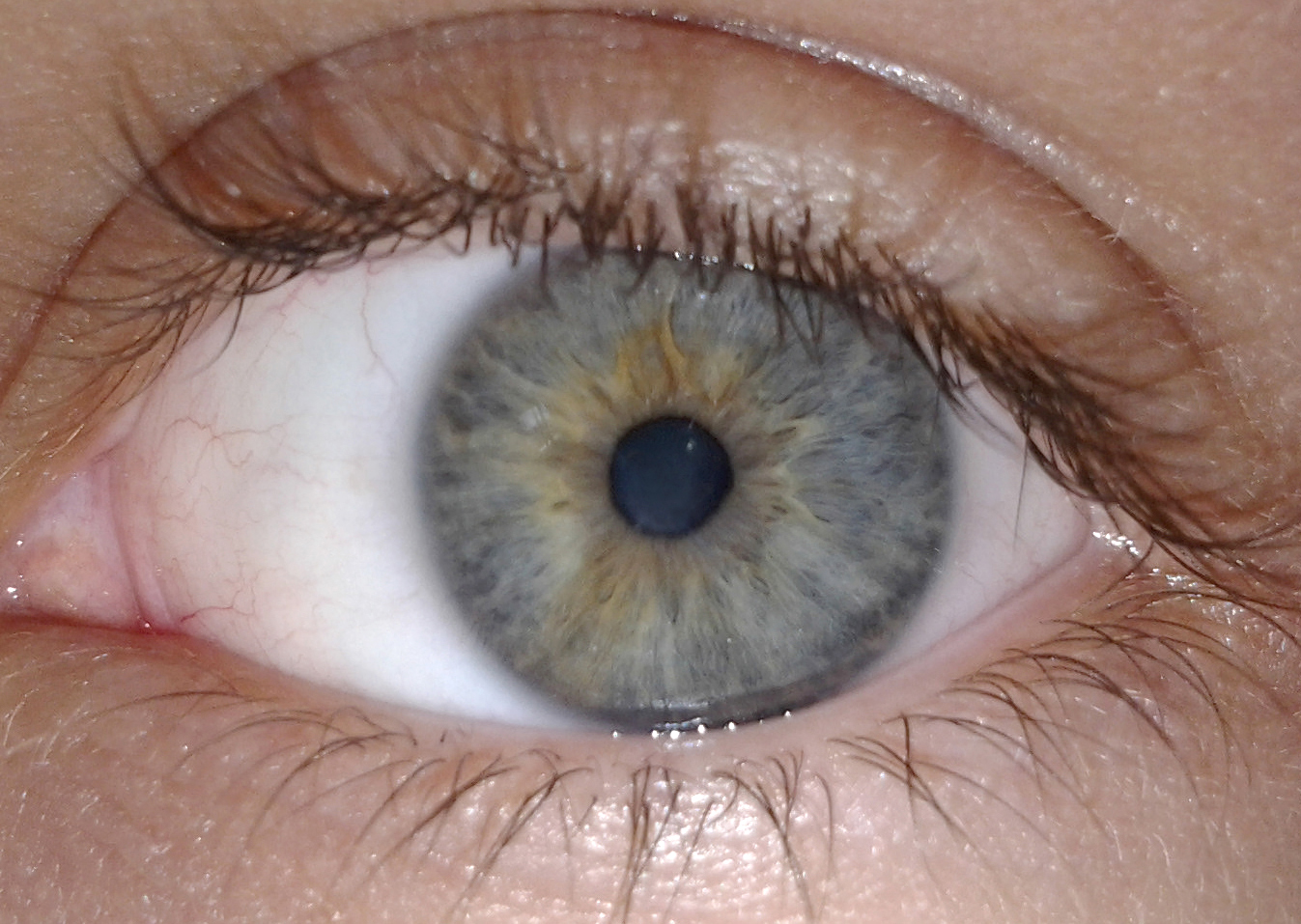
Um olho humano.

Existe ainda o humor aquoso que é um líquido incolor e que existe entre a córnea e o cristalino. O humor vítreo é uma substância gelatinosa que preenche todo o espaço interno do globo ocular atrás do cristalino. Tudo isso funciona para manter a forma esférica do olho.
O cristalino é uma espécie de lente que fica dentro de nossos olhos. Está situado atrás da pupila e orienta a passagem da luz até a retina. A retina é composta de células nervosas que leva a imagem através do nervo óptico para que o cérebro as interprete.

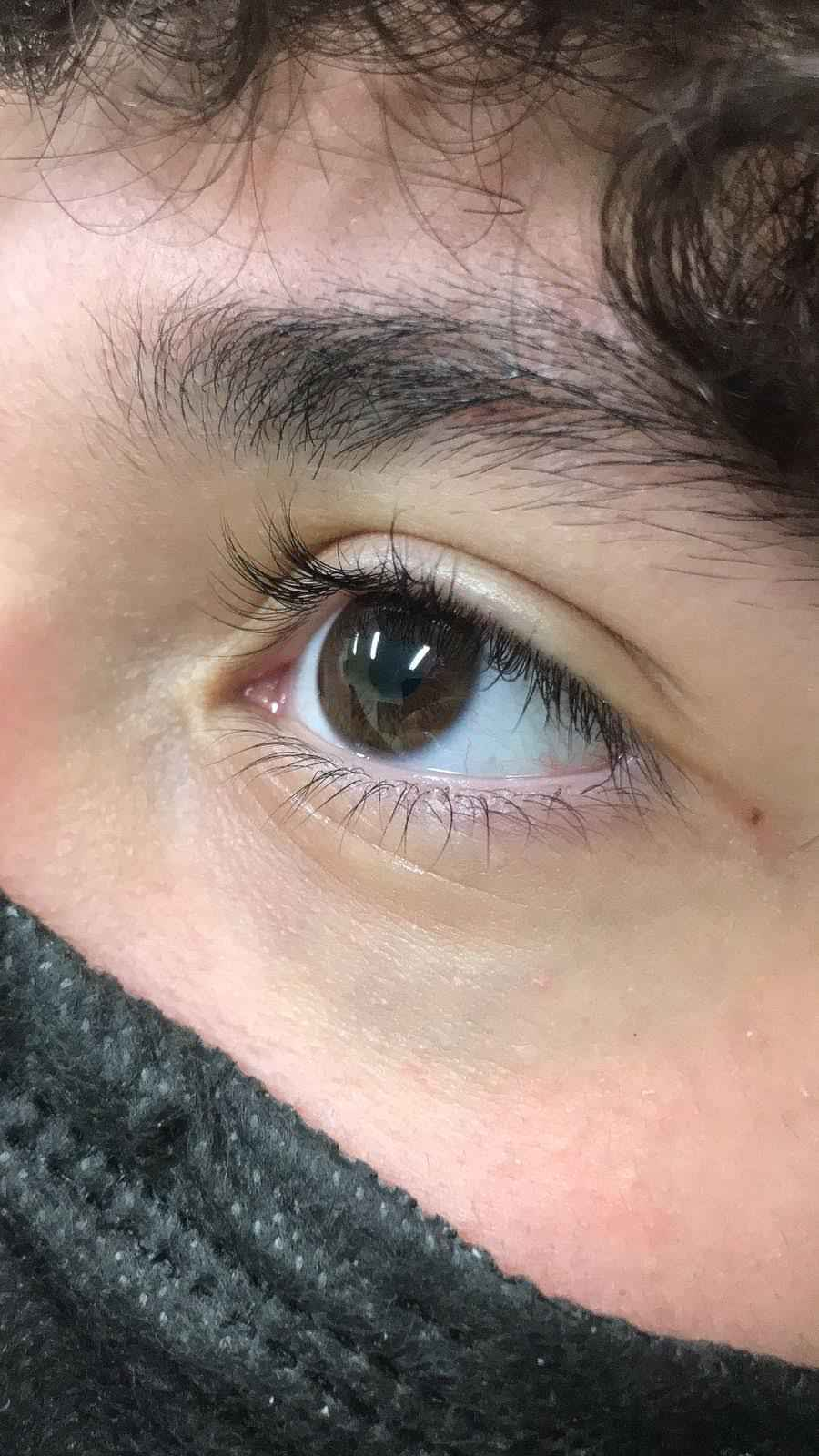
Olho de um ser humano

Não importa se o cristalino fica mais delgado ou espesso, estas mudanças ocorrem de modo a desviar a passagem dos raios luminosos na direção da mancha amarela. À medida que os objetos ficam mais próximos o cristalino fica mais espesso, e para objetos a distância fica mais delgado a isso chamamos de acomodação visual.

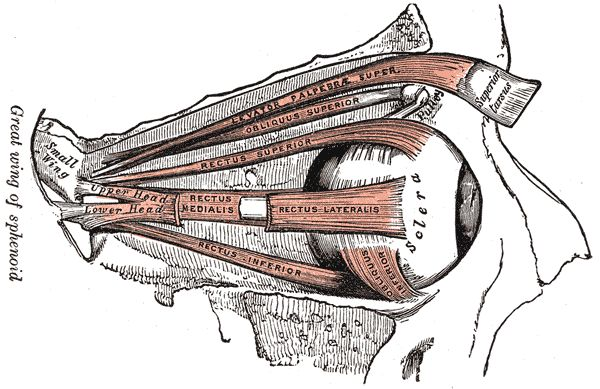
Os músculos do olho humano.

O olho ainda apresenta, as pálpebras, as sobrancelhas, as glândulas lacrimais, os cílios e os músculos oculares. A função dos cílios ou pestanas é impedir a entrada de poeira e o excesso da luz. As sobrancelhas também têm a função de não permitir que o suor da testa entre em contato com os olhos.
A conjuntiva é uma membrana que reveste internamente duas dobras da pele que são as pálpebras. São responsáveis pela proteção dos olhos e para espalhar o líquido que conhecemos como lágrima.
O líquido que conhecemos como lágrimas são produzidos nas glândulas lacrimais, sua função é espalhar esse líquido através dos movimentos das pálpebras lavando e lubrificando o olho.
O ponto cego é o lugar de onde o nervo óptico sai do olho. É assim chamada porque não existem, no local, receptores sensoriais, não havendo, portanto, resposta à estimulação. O ponto cego foi descoberto pelo físico francês Edme Mariotte (1620 - 1684).

## Distúrbios de refração

Focagem pelo olho.

Os distúrbios de refração, causados por problemas no cristalino ou na córnea, são problemas de visão que são corrigidos com o uso de óculos ou lentes de contato, e até mesmo com cirurgia refrativa, em alguns casos. Podem vir ou não associados a doenças oculares mais graves, que serão avaliadas pelo médico oftalmologista. Cada caso abaixo pode vir puro ou associado a outro distúrbio de refração. São eles:
- Miopia - Os portadores de miopia têm dificuldade para enxergar longe. Em alguns casos, a visão também é ruim para perto.
- Hipermetropia - Os portadores de hipermetropia têm dificuldades para enxergar perto. Em graus maiores, a dificuldade pode ser também para longe.
- Presbiopia - Também chamado de vista cansada, comum após os 40 anos. Os portadores têm dificuldades para enxergar perto, principalmente para leitura de letras pequenas, para costurar, para colocar a linha no buraco da agulha e para escrever. A maioria das pessoas que nunca usou óculos, nem nunca precisou usar, cairá neste grupo após os 40 anos de idade, com algumas exceções. A dificuldade para perto tende a piorar com a idade.
- Astigmatismo - É uma diferença existente entre as curvaturas corneanas na maioria das vezes, resultando em dificuldade para enxergar uma reta em determinada posição e não em outra. É corrigido com lentes de óculos chamadas "cilíndricas".

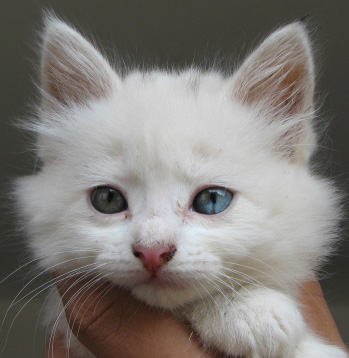
Gato com Heterocromia

## Evolução
Criacionistas e defensores do design inteligente costumam usar o olho como exemplo da complexidade irredutível, isto é, dizem que o olho seria algo que é inútil se não estivesse em sua forma completa, e que desta forma não poderia evoluir naturalmente de uma forma primitiva.
Não é fácil encontrar uma evidência direta para a evolução do olho. Embora pesquisadores que estudam a evolução do esqueleto possam documentar facilmente a metamorfose em registros fósseis, estruturas de tecidos moles raramente fossilizam. E mesmo quando isso ocorre, os fósseis não preservam detalhes suficientes para determinar como as estruturas evoluíram. Ainda assim, recentemente biólogos fizeram avanços significativos no estudo da origem do olho, observando a formação em embriões em desenvolvimento e comparando a estrutura e os genes de várias espécies para determinar quando surgem os caracteres essenciais. Os resultados indicam que o tipo de olho comum entre os vertebrados se formou há menos de 100 milhões de anos, evoluindo de um simples sensor de luz para ritmos circadianos e sazonais, há cerca de 600 milhões de anos, até chegar ao órgão sofisticado de hoje, em termos ópticos e neurológicos, há 500 milhões de anos.
Mais de 150 anos após Darwin ter publicado sua teoria revolucionária, essas descobertas sepultam a tese da complexidade irredutível e apoiam a teoria da evolução. Explicam ainda porque o olho, longe de ser uma peça de maquinaria criada à perfeição, exibe falhas evidentes – “cicatrizes” da evolução. A seleção natural não leva à perfeição; ela lida com o material disponível, às vezes, com efeitos estranhos.